# Rhinotiodes spinipennis
Rhinotiodes spinipennis is een keversoort uit de familie Belidae. De wetenschappelijke naam van de soort is voor het eerst geldig gepubliceerd in 1863 door Lacordaire.